# Kitadaitō
Kitadaitō (北大東島 Kitadaitō-jima) (Hán Việt: Bắc Đại Đông đảo), cũng có thể viết là Kita Daitō hoặc Kita-Daitō, là một hòn đảo thuộc Quần đảo Daitō tại Nhật Bản. Đảo thuộc địa phận hành chính của thôn Kitadaitō.

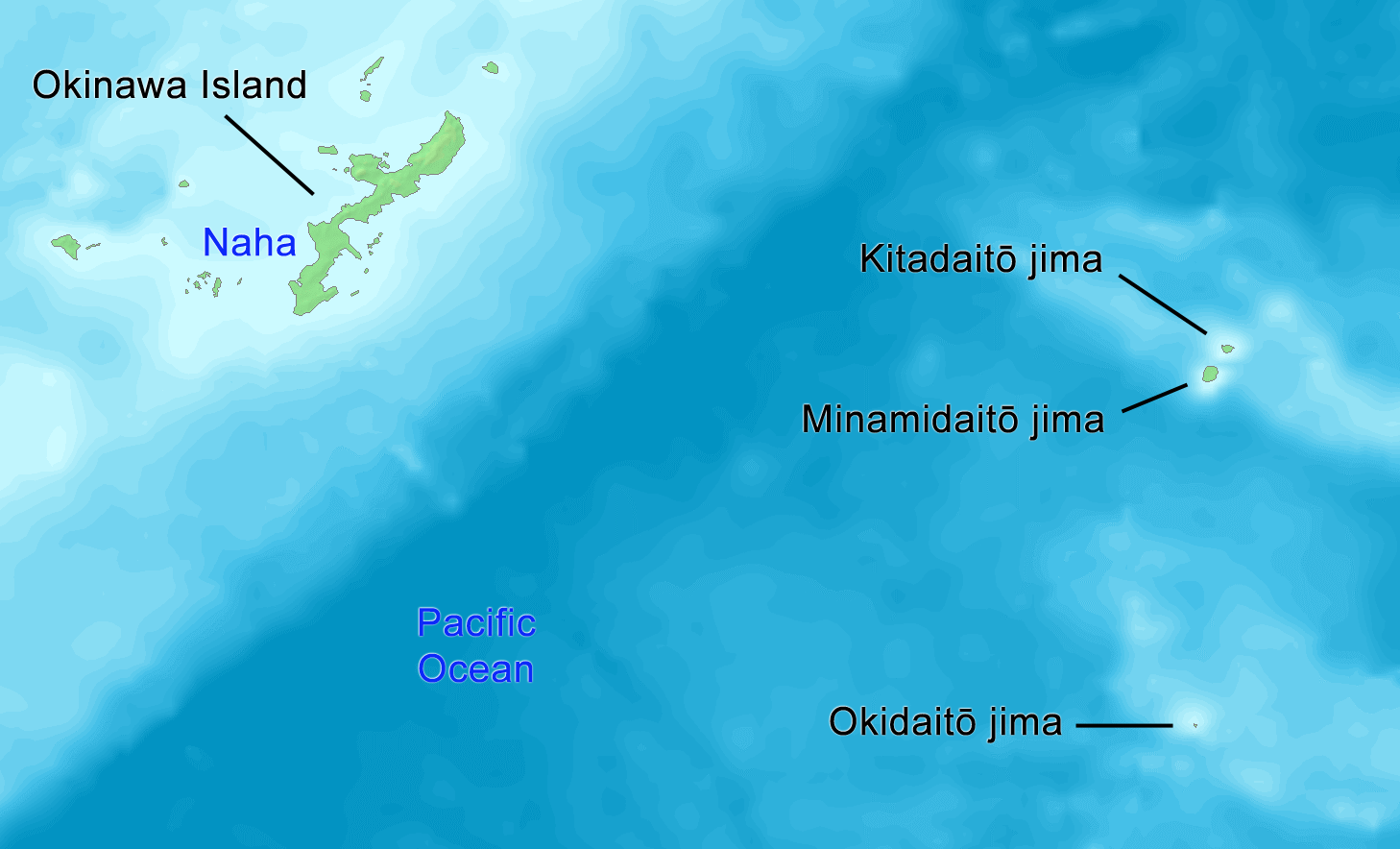
Bản đồ Quần đảo Daitō

Kitadaitō cách hòn đảo chính có người cư trú, tức Okinawa 400 km về phía đông. Thực phẩm được đưa ra đảo bằng thuyền mỗi tuần một lần. Đánh cá là cách để kiếm thêm thực phẩm và cũng giúp cư dân trên đảo thư giãn. Đảo không có bãi biển hay cảng tự nhiên.
Thôn Kitadaitō nằm trên đảo và thuộc về Quận Shimajiri, Okinawa.
Hòn đảo có Sân bay Kitadaito. Nó được xây dựng vào tháng 4 năm 1971 và chỉ được dùng trong các trường hợp khẩn cấp. Hòn đảo vốn không có người ở vào trước thời Minh Trị.